# Michael Heath
Michael Steward Heath (McAllen, 9 agosto 1964) è un ex nuotatore statunitense.
Specializzato nello stile libero, ha vinto tre medaglie, di cui due d'oro nelle staffette, alle olimpiadi di Los Angeles 1984.

## Palmarès
- Giochi olimpici

Los Angeles 1984: oro nelle staffette 4x100 m sl e 4x200 m sl, argento nei 200 m sl.
- Mondiali

1986 - Madrid: oro nella staffetta 4x100 m sl e bronzo nella 4x200 m sl.
- Giochi PanPacifici

1985 - Tokyo: oro nei 200 m sl e nelle staffette 4x100 m sl e 4x200 m sl, argento nei 100 m sl.